# Personalkonzession
Die Personalkonzession ist eine an die Person gebundene öffentlich-rechtliche Erlaubnis zum Betrieb eines Unternehmens, die im Unterschied zur Realkonzession weder vererbt noch veräußert werden kann.
Im Apothekenrecht entstand sie im Lauf des 19. Jahrhunderts als Reaktion auf die erhöhten Preise für Apothekenrealrechte („Apothekenschacher“).
Das Erlöschen der Personalkonzession bei Tod des Inhabers wurde als „Heimfall der Konzession“ bezeichnet.  Diese Art Betriebsrecht wurde 1827 zunächst in Hessen, dann 1843 in Württemberg, 1863 in Baden, 1868 in Bayern und schließlich 1894 in Preußen durch Kabinettsorder vom 30. Juni eingeführt. 
Im Jahr 1855 wurde in Hessen die Möglichkeit geschaffen, Apothekenkonzessionen an Gemeinden oder Kreise zu verleihen. Es war somit die Errichtung einer Gemeindeapotheke möglich geworden. Der Konzessionsinhaber musste dann die Apotheke verpachten. Bei der Neuvergabe nach dem Ableben des bisherigen Trägers wurde ein Ausschreibungsverfahren durchgeführt und derjenige Bewerber mit der Konzession bedacht, der das höchste Betriebsberechtigungsalter nachweisen konnte. Der Errichtung einer neuen Apotheke ging eine strenge Prüfung der Bedürfnisfrage voraus. Bei diesem System konnte der Konzessionär nicht die Weiterführung der Apotheke durch einen Nachkommen sicherstellen, weil dieser in der Regel nicht das notwendige hohe Betriebsberechtigungsalter hatte, so dass die Apotheke der Familie beim Ableben des Konzessionärs verloren ging.
Das deutsche Apothekengesetz von 1960 hat sich in § 1 für eine Personalkonzession entschieden.
Ein weiteres Beispiel ist die Gaststättenkonzession.